# Ksenia Milicevic
Ksenia Milicevic (Drinici, Bosanski Petrovac. Ex- Jugoslávia. 1942) é uma pintora, arquitecta e urbanista francesa.

## Biografia
Ksenia Milicevic nasceu de pais resistentes durante a Segunda Guerra Mundial (mãe nasceu nos Estados Unidos, pai no Montenegro). Seu interesse pela pintura, como muitas vezes, começa muito cedo, após a descoberta de mosaicos e pinturas nos mosteiros bizantinos no Bulgária, onde seus pais são enviados em missão diplomática após a guerra. Ela desenvolve sua primeira pintura a óleo aos 15 anos. Aos 17 anos Ksenia Milicevic estudou pintura com o pintor Mika Petrov, mas depois que passou no exame de bacharelado entrou na Faculdade de Engenharia, em Belgrado, e no ano seguinte na Faculdade de Arquitectura da Argel (Argélia), onde termina com o diploma de arquitecto em 1968 Trabalhou durante um ano com a grupo do arquitecto Oscar Niemeyer em ECOTEC. Enquanto isso, ela estudou planeamento urbano no Instituto de Planeamento da Universidade de Argel, e gradou-se urbanista também em 1968.
O estudo da arquitectura não aliena seu interesse pela pintura.. Em 1965, ela visitou a Itália para ver as obras de pintores renascentistas. Está impressionada principalmente pelo organização do espaço pictórico, com suas perspectivas, vedutas e esfumatos. Mais tarde, sua pintura centra-se na estrutura da tela através de novas abordagens em matemática, física e filosofia.
 A imagem não é centralizada, a perspectiva não é somente o punto de vista de um espectador, torna-se um múltiplo dentro da mesma pintura. Os diferentes espaços se sobrepõem, e também diferentes narrativas. Apesar de fazer parte de muitas formas diferentes a pintura mantém o seu equilíbrio e harmonia.
Depois de estudos de arquitectura, Ksenia Milicevic se mudou para Argentina e trabalhou como arquitecto em Tucuman no norte do pais. Entra ao Departamento de artes plásticas da Universidade de Tucuman e termina com o diploma em 1975. Primeira exposição pessoal em 1970.
Após de permanecer em Argentina, Francia, Espanha e México, Ksenia Milicevic se estabelece finalmente em Francia em 1987, e em 1989 recebeu oficina em Bateau Lavoir em Montmartre, Paris, onde trabalha actualmente.
Em 2011, o Museu de Pintura em Saint-Frajou, Haute-Garonne, França, abriu com uma selecção de trinta pinturas de Ksenia Milicevic na coleção permanente. Em 2014 Ksenia Milicevic criou o movimento Arte Resiliencia.

## Exposições
Seleção de exposições (de 120).
- 2024 Galerie Séraphine, Mende, France
- 2023 INEDITOS, Museo de Bellas Artes de Granada, Palacio de Carlos V, Espagne
- 2017  Forum artistique, Aurignac, Haute Garonne
- 2016 Congrès Euro-Méditerranéen, Archives Départementales des Bouches du Rhône - Marseille - França
- 2014 Eglise de Montesquieu. Montesquieu - França
- 2011 Inauguração da coleção permanente. Musée de Peinture de Saint-Frajou - França
- 2005 Homenagem a Alberto Magnelli. Mario Marini Museu de Pistoia - Itália
- Museu Etrusco. Siena - Itália
- Consiglio Regionae. Firenze - Itália
- Museu de Cluj. Roménia
- 1998 México Centro Cultural. Brasília - Brasil.[13]

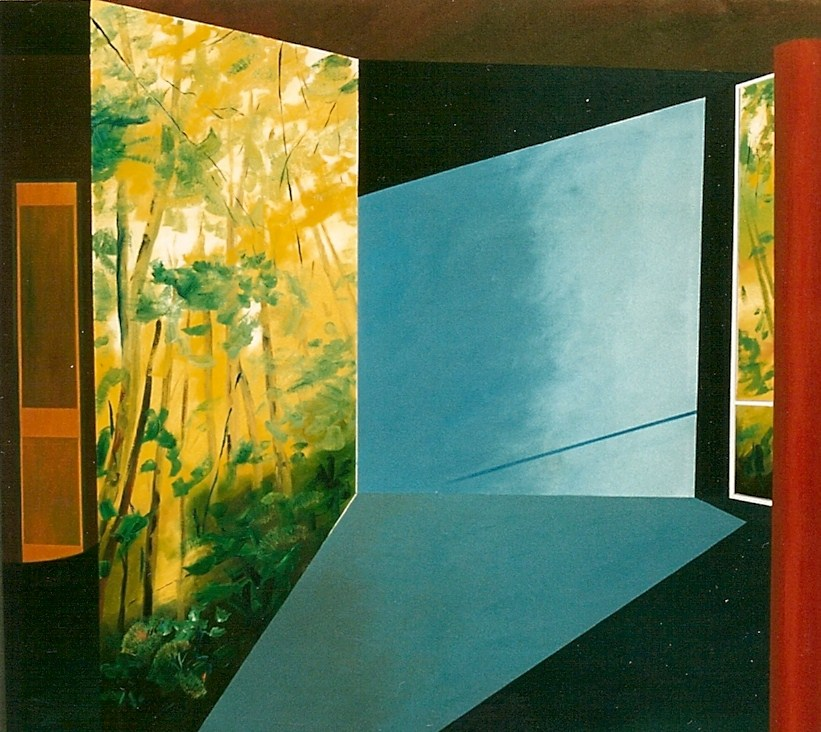
Ksenia Milicevic Azur amolecido de outubro pàlido e puro. 1998

- 1997 Palais des Expositions. Genebra - Suíça
- 1996 Fine Art Gallery 20. Paris - França
- 1995  Centro Cultural Francês. Oslo - Noruega
- 1993  Centro de Ação Cultural. Fort de France - Martinica
- 1992 Aliança Francesa. Quito - Equador
- 1990 Galeria Wauters. Paris - França .[14]
- 1986 Instituto Francês da América Latina. México - México[15]
- 1984 Palais des Congres. Bruxelas - Bélgica
- 1983 Graphic Art Festival. Osaka - Japão
- 18 pintores franceses, Tamayo Museum. México - México
- 1982 Galeria Misrachi. México - México[16]
- 1981 Museu de Arte Contemporânea. Madrid - Espanha[17]
- Salon Municipal. Villa Real - Portugal
- 1980 18 ° Exposição Internacional de Joan Miró. Barcelona - Espanha
- 1976  Théâtre du huitième. Lyon - França
- 1972 Galeria Lirolay. Buenos Aires - Argentina
- 1970 University Gallery. Tucuman - Argentina

## Colecções pùblicas

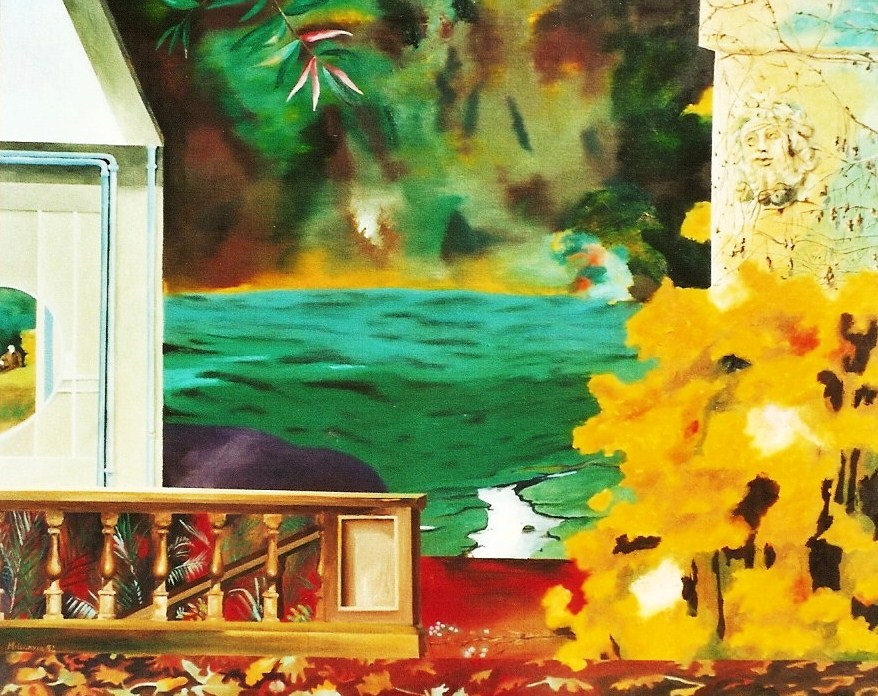
Ksenia Milicevic Siléncio ao meio-dia.1993

- Museu de Bellas Artes. Granada - Espanha
- Museu de Arte Contemporânea. Salamanca - Espanha
- Museum of Art Actuel. Ayllon - Espanha
- Museu de Arte Contemporânea. Segobre - Espanha
- Museu de Arte Contemporânea. Malabo - Guiné
- Museu Deifontes. Espanha
- Museu de Armilla. Granada - Espanha
- Museu Municipal. Long - França
- Instituto Politécnico. México - México
- Instituto Francês da América Latina. México - México
- Museu Zarsuela del Monte. Espanha
- Museu Civico. Spilimbergo - Itália
- Fundação Paul Ricard. Paris - França
- Centro Cultural da Embaixada do México. Brasília - Brasil
- Museu de Pintura. Saint-Frajou - França

## Livros por Ksenia Milicevic
- Ksenia Milicevic, Art-confusion.com - De l'image d'art à l'oeuvre d'art, Edicion Edilivre, Paris, 2013
- Ksenia Milicevic, Résilience en art et art-thérapie pour la résilience,éd. Edilivre, Paris, 2020
- Ksenia Milicevic, Résilience, ed. Amazon, 2021
- Ksenia Milicevic, Ange du jour - Jeu de divination, ed. Amazon, 2021
- Ksenia Milicevic, Collection Livres participatifs, Apprentissage du dessin 1. Randonnées sous les arbres, 2. Herbarium, 3. Maison au bord de la mer, 4. Lundi au marché, 5.  Maître Corbeau, autoédition, Amazon, 2022
- Ksenia Milicevic, Collection Résilience en Art : 1. Soulage, un trait noir sur la peinture, autoédition, Amazon, 2022, 2. Qui êtes-vous Mr. Duchamp ? autoédition, Amazon, 2022
- Ksenia Milicevic, "60 Artistes du mouvement Art Résilience", autoédition, Amazon, 2024